# Gail Koziara Boudreaux
Gail Koziara Boudreaux (nascuda el 1960) és una empresària i atleta estatunidenca. A la universitat, va ser una jugadora destacada de l'equip de bàsquet femení de Dartmouth Big Green des del 1978 fins al 1982. Més tard, va exercir com a executiva en diverses empreses com Aetna, BlueCross BlueShield d'Illinois (2002) i UnitedHealth Group (2008). El 2020 era la número 10 de la llista Forbes de "Les 100 dones més poderoses del món". Del 2008 al 2014 va estar a la llista Fortune de dones poderoses, assolint el lloc número 25. A la tardor del 2014, va deixar el càrrec d'executiva en cap d’UnitedHealthcare (la divisió empresarial més gran d’UHG) i va formar la seva pròpia empresa de consultoria sanitària GKB Global Health, LLC. El novembre de 2017 es va convertir en executiva en cap d'Anthem Inc., la segona companyia estatunidenca de més volum amb una dona en aquest càrrec.